# Северка (аэродром)
Се́верка — спортивный аэродром и аэродром АОН. Предназначен для базирования и выполнения полётов воздушными судами авиации общего назначения (АОН), экспериментальной и спортивной авиации.
На территории аэродрома расположены: трехзвездочный гостиничный комплекс, кафе, банкетный зал, парковка. Перрон, ангары для хранения ВС, КДП.
Осуществляется оперативное техническое обсуждение воздушных судов малой авиации сертифицированными центрами.
Возможно базирование воздушных судов на перронах и в ангарах с охраной и видео-наблюдением.

## Расположение
Аэродром расположен в 14 км северо-западнее центра г. Коломна, в 6 км западнее н. п. Пески и в 150 м от южной границы села Мячково. Основные ориентиры в районе аэродрома — река Северка и автомобильная дорога М5 «Урал».

## Основные данные

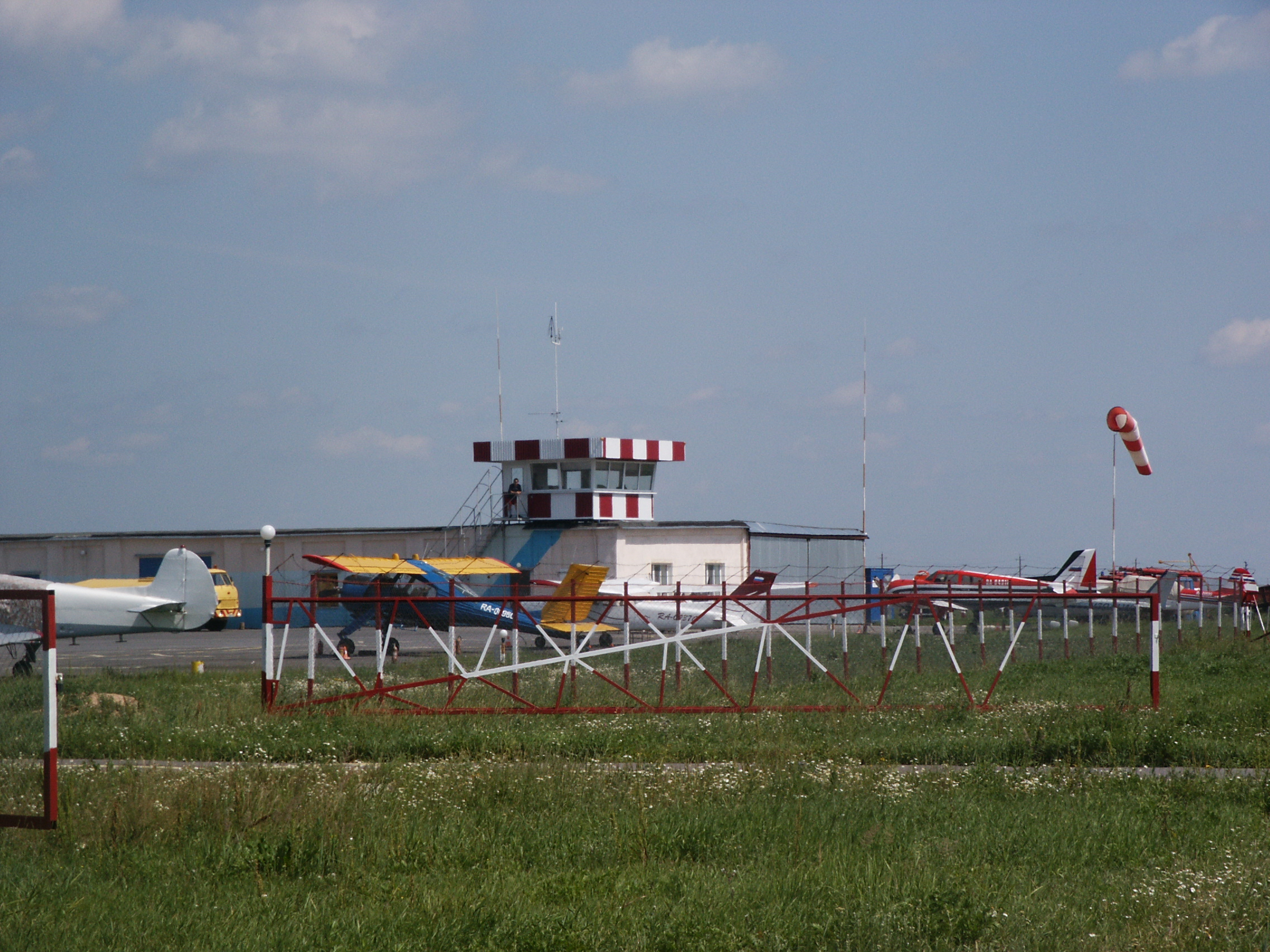
Диспетчерский пункт и стоянка самолётов

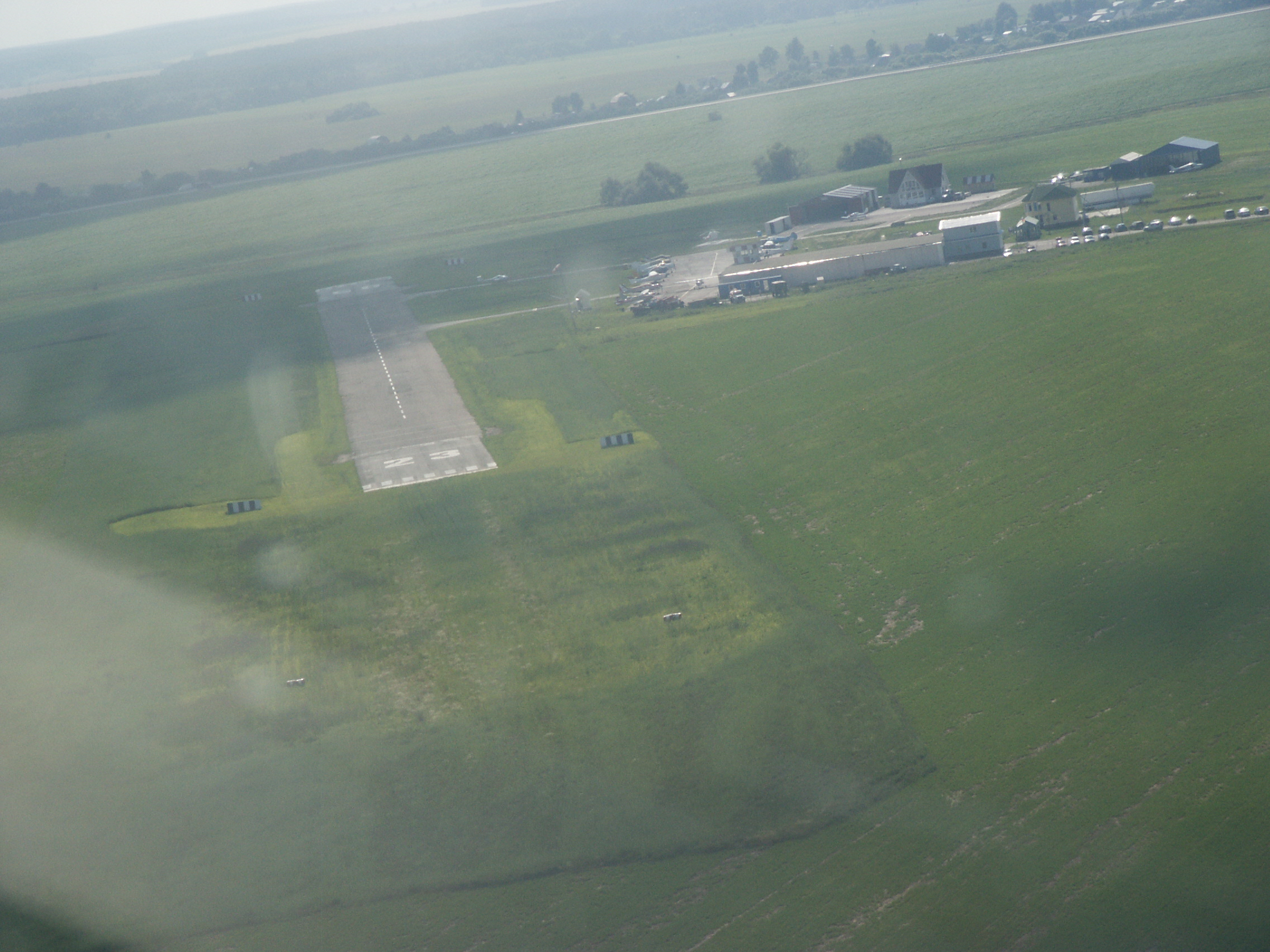
ВПП — вид из кабины самолёта при заходе на посадку с курсом 231°

В соответствии с системой классификации аэродромов в России аэродром является посадочной площадкой (может быть условно отнесён к классу E). Принимает ВС массой до 5700 кг.
Аэродром оснащен ВПП с твёрдым покрытием (асфальт) размерами 705×25 м и двумя рулёжными дорожками, перпендикулярными ВПП, обозначаемыми РД-1 и РД-2 последовательно с северо-востока на юго-запад. ИВПП претерпела реконструкцию и удлинение.
Аэродром работает в светлое время суток, в простых метеоусловиях, круглогодично. Ночные полеты по запросу.
| Характеристика            | Значение                                                   |
| ------------------------- | ---------------------------------------------------------- |
| Индекс                    | УУМЛ / UUML                                                |
| Координаты КТА            | 55°12′21″ с. ш. 038°40′38″ в. д.                           |
| Магнитное склонение       | +11,6° (Расчетное)                                         |
| Магнитный посадочный курс | 047°/227°                                                  |
| Позывной                  | Северка-Старт                                              |
| Частоты, МГц              | 133,15 (АДП, руление, старт, круг, подход), 124,0 (подход) |
| Метеорологический минимум | 250×2000 м                                                 |

Примечание: все высоты приведены по давлению аэродрома (QFE), см. Эшелон, Эшелонирование.

## Организации
На аэродроме базируются:
- ООО «Агро-Авиа» — владелец и эксплуатант аэродрома
- ООО «АвиаТурСеверка»
- Аэроклуб «КВС» НП «Авиаспорт»[2]
- Аэроклуб «Алпина-Авиа» — гостиничный комплекс[3]

## Воздушные суда

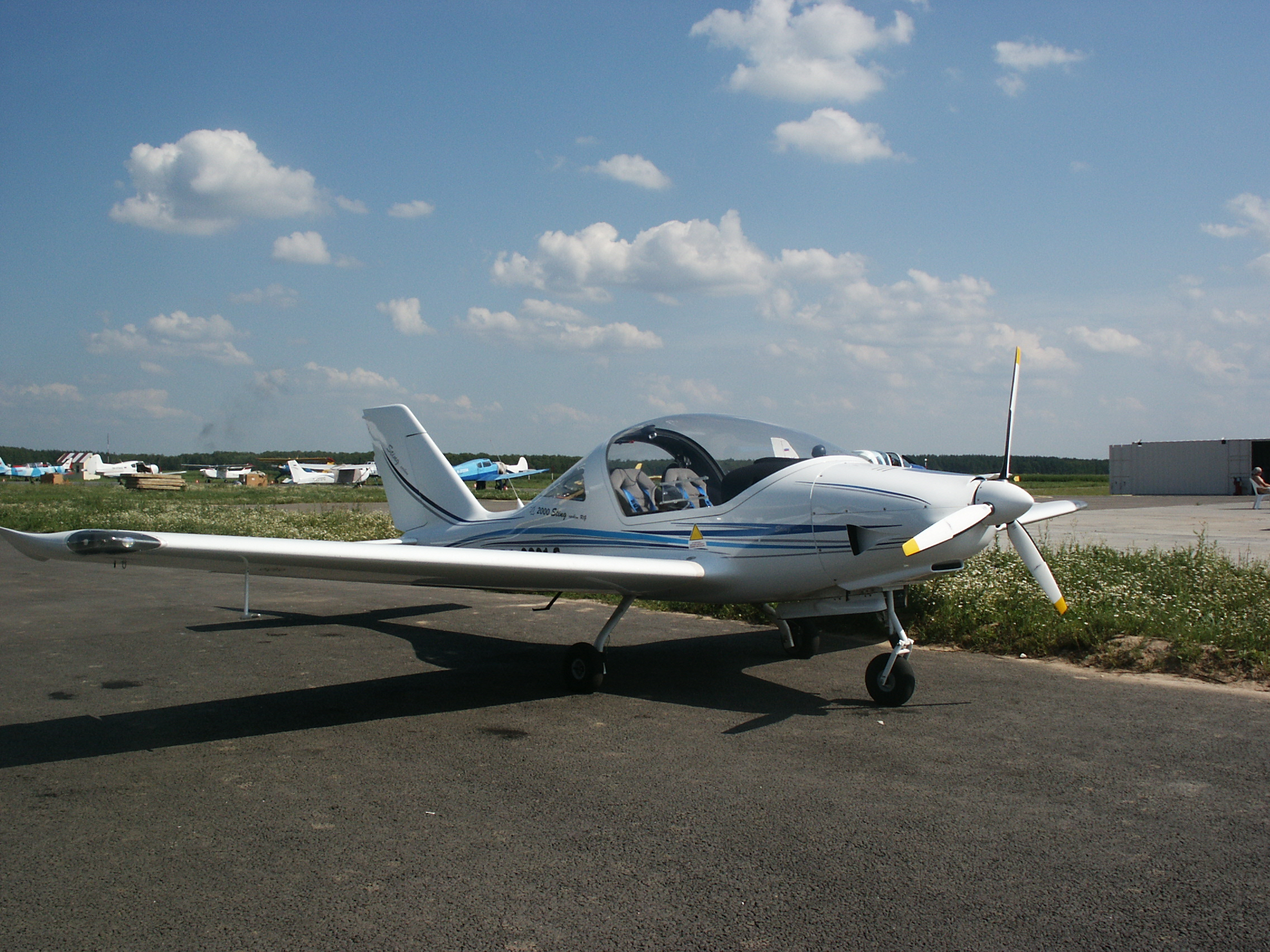
Самолёт TL-2000 на стоянке

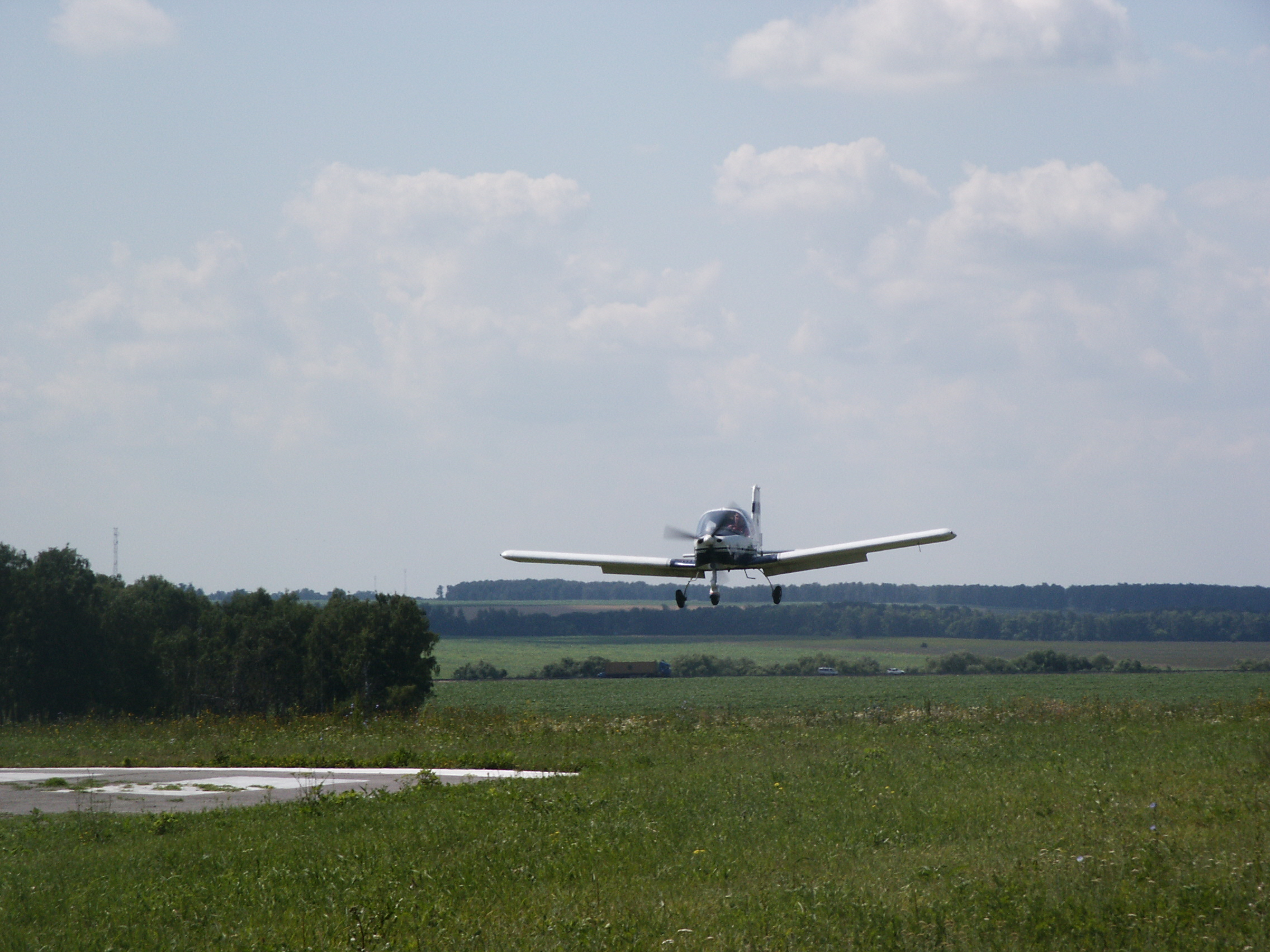
Самолёт Tecnam Golf-P96 перед посадкой с курсом 051°

Аэродром предназначен для воздушных судов категории «А» по международной классификации (4 класс по российской классификации).
Основные типы воздушных судов, базирующихся на аэродроме, перечислены в таблице.
| Пилотажные самолёты    | Прочие самолёты | Вертолёты                       |
| ---------------------- | --- | ------------------------------- |
| Як-52, Zlin-142, Як-54 | Як-18Т, Cessna 182, Cessna 172, Aquila A210, Aero Commander 681, Aviat Husky А-1С 200, IAR-823, Beechcraft Musketeer | Robinson R44, Agusta Bell 206C1 |

## Авиационные происшествия (катастрофы)
| Дата       | Тип ВС | Колич. погибших | Комментарий | Источник                                                                          |
| ---------- | ------ | --------------- | ----------- | --------------------------------------------------------------------------------- |
| 25.05.2008 | Як-52  | 2               |             | РИА Новости — МОСКВА, 25 мая 2008 Газета «Коммерсантъ», № 88/П (3905), 26.05.2008 |

1. ↑  Публичная кадастровая карта Росреестра. Дата обращения: 13 ноября 2018. Архивировано из оригинала 5 марта 2016 года.
2. ↑  Аэроклуб «КВС». Дата обращения: 18 июня 2010. Архивировано 2 мая 2010 года.
3. ↑  Аэроклуб "Алпина-Авиа". Дата обращения: 28 марта 2011. Архивировано 22 мая 2012 года.